# 子宮切除術
子宮切除術（hysterectomy）指的通常是由婦產科醫生進行的切除子宮的手術。它可分為整個（包括整個子宮和子宮頸）或部份切除。在普遍的情況下，切除卵巢需要與切除子宮手術同時進行。
妇科医生根据患者的病情可以选择完全切除（切除子宫主体、宫颈和宫底），亦可以选择部分切除（切除子宫主体，保留宫颈）。这两种是妇科外科手术中最常用的方式。2003年，美国境内的子宫切除术次数总共约为60万，其中超过90%患者的病情处于可控状态就进行了子宫切除。在现代社会出现如此高的手术率，逐渐地引发了对这种手术的种种争论，也不由地使人担忧这种过高的手术率所导致的后果，因为其中很大一部分是没有必要手术的。
切除子宫会导致患者术后再无法怀孕（移除卵巢也有同样的后果），也会面临手术风险及术后长期副作用，所以现在的医疗机构在患者病情急转直下、别无他法的情况下才会建议患者进行子宫切除术，否则一般会选择其他的非手术疗法来治疗。

## 医疗用途

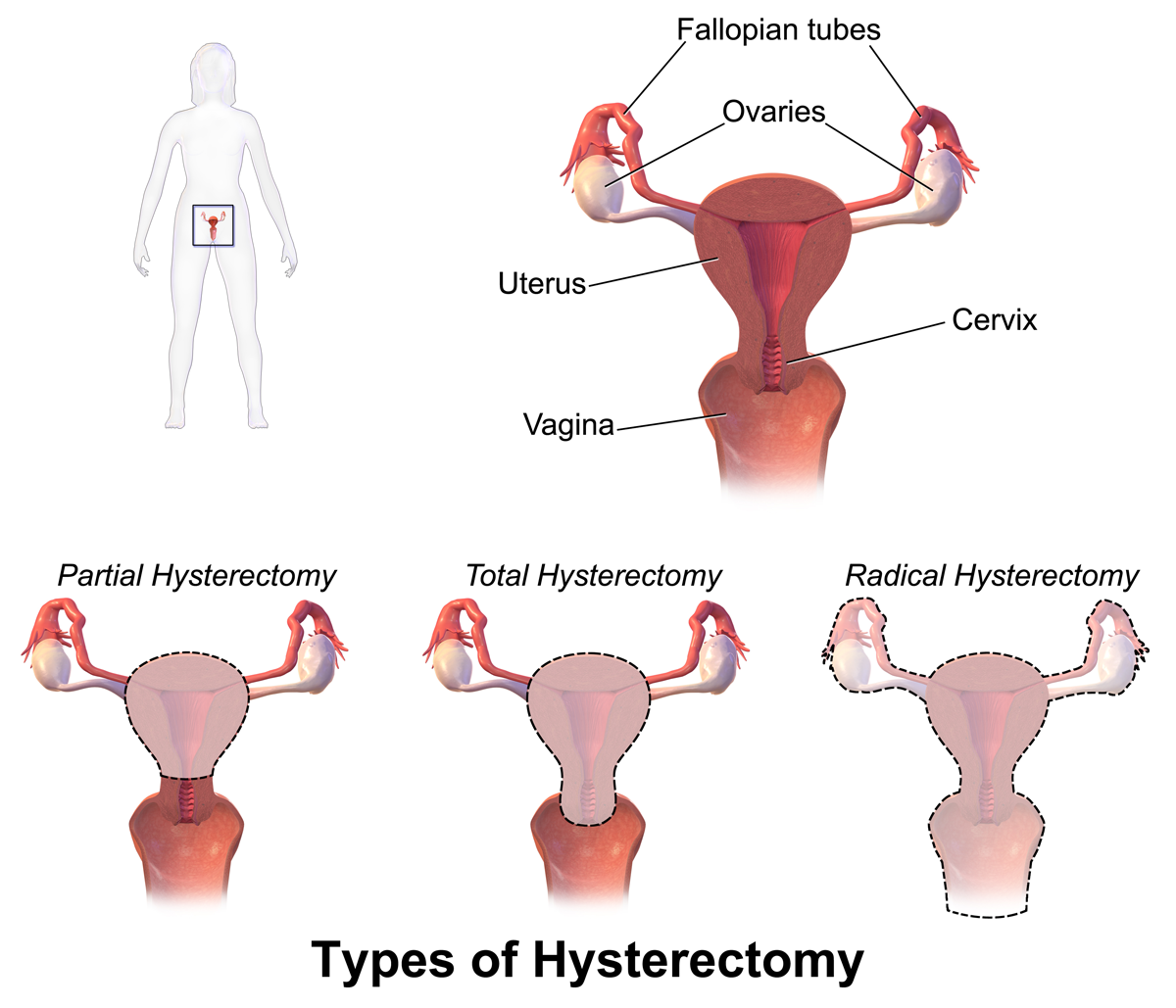
子宫切除术示意图

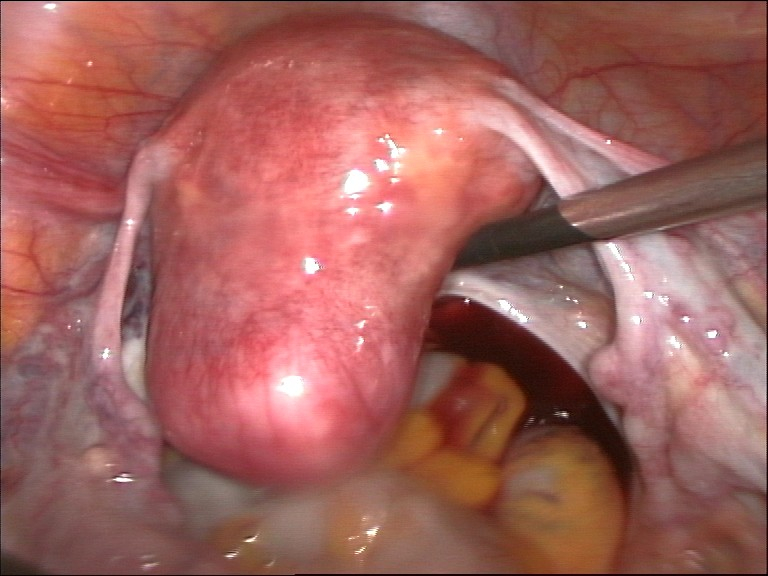
切除之前的子宫

子宫切除术作为一种外科手术，风险与益处并存，同时日后也会深远影响患者体内的荷尔蒙（激素）水平，以及身体整体的健康状况。因此，除非是病情恶化到不得不进行切除手术的时刻，医生一般不会建议患者进行手术。选择进行手术的情况包括但不限于：
- 特定种类的生殖系统癌症、肿瘤、子宫肌瘤（位于子宫、宫颈、卵巢和子宫内膜），在相对保守治疗的情况下无效的[4]。
- 严重的子宫内膜异位症（子宫内膜的生长超出子宫容量），或子宫腺肌病（子宫内膜异位的一种，有时子宫内膜陷入、或穿透子宫壁），通过其他医疗或外科手段治疗后无效的[4]。
- 慢性盆腔疼痛，且在其他治疗手段无效的情况下[4]。
- 产后移除畸形的前置胎盘或愈着胎盘，或防止产后的过量出血。
- 发生严重的子宫脱垂[5]。

同时，很多女性也向医疗机构提出自愿的子宫切除术申请，即并不是完全为了治疗妇科或生殖系统疾病而进行的切除术。提出自愿手术的理由包括：
- 对可能出现的生殖系统病变或癌症进行预防，尤其是家族中有过妇科病或癌症病史的，可能会有遗传（如乳腺癌等）。
- 变性手术（由女性转变为男性），需切除子宫以完成性别的转变。
- 不想生育。

### 非自愿手術
子宮切除術亦被作為強制絕育法律實施的方式，於20世紀曾在美國等多個國家開展。

## 患病潜在因素

### 饮食
美国医学学术期刊《The American Journal of Clinical Nutrition》指出，有大量数据表明，非素食女性比坚持素食主义的女性患病率要更高，并且建议人们多吃植物类食物（素菜、水果）可以一定程度上削减患病的几率。